# 가미모쿠역
가미모쿠역(일본어: 上牧駅, かみもくえき)은 일본 군마현 도네군 미나카미정에 있는, 동일본 여객철도의 철도역이다. 조에쓰선이 지나간다.

## 역 구조
성토 위에 세워진 지상역으로, 승강장은 상대식 2면 2선 구조이다. 승강장은 역사에서 가까운 순서대로 1번, 2번 순으로 번호가 매겨져 있다. 1번 승강장은 역사에서 바로 계단으로 연결되며, 2번 승강장은 도중에 갈라지는 지하도를 통해 찾아갈 수 있다. 열차와 승강장의 사이가 넓기 때문에 역에서 열차를 타고 내릴 때 주의해야 한다.
미나카미역이 관리하는 무인역으로, 간이 개찰기에서 스이카 및 제휴 교통카드의 사용이 가능하다.

### 승강장
| 1 | ■ 조에쓰선 | 미나카미 방면                         |
| 2 | ■ 조에쓰선 | 시부카와 · 신마에바시 · 다카사키 방면 |

## 역세권 정보
- 가미모쿠 우체국
- 가미모쿠 온천병원
- 국도 제291호선
- 간에쓰 자동차도 미나카미 나들목
- 나메사와 온천
- 가미모쿠 온천 - 걸어서 6분 거리에 있다.

## 역사
- 1928년 10월 30일 - 일본국유철도 조에쓰난 선의 연장 개통과 동시에 개업했다.[1]
- 1931년 9월 1일 - 미나카미 역과 에치고유자와역을 잇는 철도 구간이 뚫려 다카사키역에서 미야우치역까지의 조에쓰선 전 구간이 개통되었으며, 조에쓰난 선과 조에쓰호쿠 선이 하나의 "조에쓰선"이 되었다.[2]
- 1987년 4월 1일 - 민영화에 따라 동일본 여객철도의 소속이 되었다.
- 2009년 3월 14일 - 스이카의 사용이 가능해졌다.

## 인접역
| 동일본 여객철도 조에쓰선 | 동일본 여객철도 조에쓰선 | 동일본 여객철도 조에쓰선 |
| ------------------------ | ------------------------ | ------------------------ |
| 고칸 다카사키 방면       | ■ 보통                   | 미나카미 방면            |